# Vteřina
Vteřina, plným názvem úhlová vteřina (dříve také oblouková vteřina), je jednou z jednotek rovinného úhlu. Je to jednotka definovaná na základě jednotek SI, ale není dekadickým dílem těchto jednotek, ale je odvozena na základě šedesátkové soustavy. Pro úhlovou vteřinu se používá značka ″ (před kterou se nepíše mezera) či zkratka as. Značka ″ se používá i pro palec, což ale také není jednotka SI.
Definice: {\displaystyle {1''}} = {\displaystyle {\frac {1}{60}}} úhlové minuty = {\displaystyle {\frac {1}{3600}}} úhlového stupně
nebo také 
{\displaystyle {1''}} = {\displaystyle {\frac {\pi }{648000}}} rad
V navigačním systému GPS se někdy dává přednost desetinným částem minuty před použitím vteřin, např. 50°4.5848'. V astronomické navigaci a v astronomických výpočtech, kde jsou úhlové vzdálenosti velmi malé, se naopak někdy používají i jednotky menší, než vteřina: milivteřina (označení mas) = {\displaystyle {0,001''}} a mikrovteřina (označení μas) = {\displaystyle {0,001}} mas.

## Příklady
Úhlová vteřina je například úhel, který svírá mince ve vzdálenosti zhruba čtyř kilometrů. Nebo objekt o průměru 725,27 km ve vzdálenosti jedné astronomické jednotky. Nebo objekt o průměru 45 866 916 km ve vzdálenosti jednoho světelného roku.

## Odlišení od jednotky času
- V běžném, neodborném jazyce se jednotka času označuje sekunda i vteřina, obě verze jsou považovány za možné.[3][pozn. 1]
- Naopak v odborných textech je sekunda (zaveden přijetím systému jednotek SI roku 1974)[4] od roku 1980 jediný správný a oficiální název pro jednotku času.[1][5]

## Etymologie
Pojmy stupeň, minuta a sekunda/vteřina - vztahující se k měření úhlů i času - pocházejí z babylonské astronomie a časomíry. Pod vlivem Sumerů rozdělili starověcí Babyloňané vnímaný pohyb Slunce po obloze v průběhu jednoho celého dne na 360 stupňů. Každý stupeň byl rozdělen na 60 minut a každá minuta na 60 sekund, takže jeden babylonský stupeň se v moderní terminologii rovná čtyřem minutám, jedna babylonská minuta čtyřem moderním sekundám a jedna babylonská sekunda 1/15 moderní sekundy.
Název sekunda, což je latinská řadová číslovka s významem druhá, je odvozen od toho, že se jedná po minutách o druhé dělení hodiny – latinsky pars minuta secunda. (Minuta tak byla pars minuta prima – „první zmenšená část“; používala se ještě další dělení např. pars minuta tertia, dnes se však zpravidla sekunda už dále dělí desetinně; v některých jazycích se však slovo pro šedesátinu sekundy zachovalo, ačkoliv se neužívá, např. v polštině tercja či v arabštině ثالثة‎, tálita.)
Výraz vteřina poprvé použil (ve smyslu úhlu) tepelský premonstrát, český buditel a vlastenec Josef Vojtěch Sedláček v roce 1822 v díle Základové měřictví, čili Geometrie (pro minutu má pojem menšina a tercii třetina). Jde o jeho neologismus (rusismus, resp. archaismus a moravismus), nápodobu slova sekunda utvořenou z řadové číslovky vterý (viz též heslo úterý). Má se za to, že Sedláček (který vytvářel terminologii matematiky a fyziky) znal slovo wterý (ve smyslu „druhý”) z Rukopisu královédvorského, „nalezeného” v roce 1817 (a po jistý čas ještě nepovažovaného za padělek), a že jeho pravděpodobný autor, rusofil Václav Hanka, toto slovo nejspíše vytvořil podle ruského slova второй/vtoroj téhož významu. V ostatních slovanských jazycích se používá výhradně označení odvozené z latinského secundus.